# أليوت بوندز
أليوت بوندز (بالإنجليزية: Elliot Bonds)‏ هو لاعب كرة قدم بريطاني في مركز الوسط، ولد في 23 مارس 2000 في London Borough of Brent ‏ في المملكة المتحدة. لعب مع داغنهام وريدبريدج.

## وصلات خارجية
- أليوت بوندز على موقع قاعدة بيانات كرة القدم.إي يو (الإنجليزية)
- أليوت بوندز على موقع قاعدة بيانات كرة القدم.إي يو (الإنجليزية)
- أليوت بوندز على موقع ناشيونال فوتبول تيمز (الإنجليزية)
- أليوت بوندز على موقع Soccerbase.com (لاعب) (الإنجليزية)
- أليوت بوندز على موقع Soccerway.com (الإنجليزية)
- أليوت بوندز على موقع عالم كرة القدم.نت (الإنجليزية)